# 鈴木一泉
鈴木 一泉（すずき かずみ、1950年4月3日 -　）は、日本の外交官。グアテマラ、コロンビア駐箚特命全権大使。

## 人物・経歴
静岡県出身。千代田区立練成中学校、東京都立日比谷高等学校を経て、一橋大学社会学部を卒業する。1973年外務省に入り、1974年から1976年までスペインでスペイン語を研修した後、中南米畑を歩き、1976年から1978年までと、1996年から1998年までの二度にわたり在メキシコ日本大使館に勤務、大臣官房領事移住部旅券課首席事務官、中南米局中南米第二課首席事務官などを経て、1984年から1986年まで在ブラジル日本大使館に勤務した。
その後、在イタリア日本大使館参事官、大臣官房総務課企画官、国連局社会協力課長、内閣安全保障室審議官、在インド大使館参事官、アジア福祉教育財団難民事業本部長、在ネパール大使館公使、バルセロナ総領事を経て、2007年8月から駐グアテマラ大使。2010年9月から2012年9月まで駐コロンビア大使。
国連局社会協力課長として、ユネスコ執行委員会を大胆に組織改革してユネスコの非政治化を促し、その後のユネスコの諸改革や、米国や英国のユネスコへの復帰のきっかけを作った。また、世界遺産条約の批准作業を担当した。さらに、麻薬新条約の批准作業を担当し、これとの関連で、無体物の没収や泳がせ捜査を日本で初めて可能にした国際的な協力の下に規制薬物に係る不正行為を助長する行為等の防止を図るための麻薬及び向精神薬取締法等の特例等に関する法律（麻薬特例法）の制定にも参画した。
1994年、在インド日本大使館在勤中、ニューデリー日本人学校に幼稚園を設置すべく日本人会とともに尽力し、幼稚園を新設して在留邦人の生活の向上を図った。
在メキシコ日本大使館において、1996年末から97年初頭にかけて、臨時代理大使として、セディージョ・メキシコ大統領の訪日を準備したほか、日本人メキシコ移住100周年記念行事の企画及び運営に関与し、日系人社会の一層の融和に貢献した。
アジア福祉教育財団難民事業本部長として、インドシナ難民の定住促進事業に従事したほか、日本の難民関係NGO諸団体と合同して、ミャンマー難民、スリランカ避難民、ブータン難民、カシミール避難民、コソボ難民、東チモール難民の現地状況調査を行った。また、アフガニスタン国内避難民の調査を行った際には、タリバーン政権（当時）の要路と接触した。
長期の内戦が終結し復興過程にあったグアテマラにおいて、鈴木大使は、日本の円借款や無償資金協力を通じて、グアテマラ北部の国道整備、ティカル国立公園文化遺産保存研究センターの設立に尽力した。また、地上デジタルテレビ放送方式の規格として日本方式（ISDB－T）の採用をグアテマラ政府に働きかけ、その後の正式採用の端緒を開いた。大統領府警護隊の二輪車装備を近代化したいとのエスパーダ副大統領（当時）の内々の打診を受け、スズキが大統領府警護隊の装備近代化事業を完遂した際の仲介の労を取った。
2011年1月18日、外務省は在コロンビア大使館の日本人男性職員が2007年（平成19年）1月から2010年（平成22年）5月までの間、旅券手数料約155万円を着服していたと発表。男性職員は1月5日付で解雇処分となった。外務省は、事案の発生当時に監督責任があった大使らを処分する方針を発表した。事後の2010年（平成22年）9月にコロンビアに着任した鈴木大使は、外務省発表に至るまでの間、上記の着服事案を調査し、男性職員の処分のほか、再発防止策を講じるなどの事後対策にあたった。
2011年9月11日から14日まで、サントス・コロンビア共和国大統領が実務訪問賓客として訪日した際には、鈴木大使は接伴員として大統領に同行した。首脳会談の席上、サントス大統領は、東日本大震災及び台風12号の被害に対する連帯を表明した。
2012年10月、外務省を退職。スペイン語の指導に当たる。
2024年、瑞宝中綬章受章。

## 同期
- 河野雅治（11年駐伊大使・09年駐露大使・07年外務審議官・05年総合外交政策局長）
- 塩尻孝二郎（11年EU大使・08年駐インドネシア大使・05年外務省大臣官房長）
- 天野万利（07年OECD事務次長）
- 塩崎修（08年駐ホンジュラス大使）
- 坂場三男（08年駐ベトナム大使・06年外務報道官・中南米局長）
- 伊藤哲雄（09年駐ハンガリー大使・05年駐カザフスタン大使）
- 加来至誠（11年駐ホンジュラス大使、07年駐エルサルバドル大使）
- 野川保晶（12年駐ニュージーランド大使、07年駐ミャンマー大使）
- 杉本信行（01年上海総領事）
- 中村滋（11年駐マレーシア大使・06年駐サウジアラビア大使・04国際情報統括官）
- 岩谷滋雄（10年駐オーストリア大使・07年駐ケニア大使）
- 鹿取克章（11年駐インドネシア大使・06年駐イスラエル大使）
- 黒田義久（10年駐ウズベキスタン大使）
- 並木芳治（10年駐コスタリカ大使）
- 塩口哲朗（11年駐ベネズエラ大使・08年駐ヨルダン大使・06年国際協力銀行理事・04年駐コートジボワール大使）
- 水野達夫（07年駐ネパール大使）
- 堀江正彦（07年駐マレーシア大使・04年駐カタール大使）
- 神谷武（11年駐パラグアイ大使・08年駐アルジェリア大使）
- 岡田眞樹（11年駐タンザニア大使・09年農畜産業振興機構理事）
- 小林正雄（11年駐ガボン大使・10年官房調査官）
- 佐藤博史（12年駐キューバ大使）
- 川原英一（13年駐グアテマラ大使）
- 吉田潤（13年駐モーリタニア大使）